# Elena Gabrieli
Elena Gabrieli (Chioggia, 26 luglio 1992) è una pallavolista italiana.
Gioca nel ruolo di centrale nel Marsala.

## Carriera
La carriera di Elena Gabrieli inizia nel 2005 nella squadra giovanile dell'Unione Sportiva Virtus di Taglio di Po; nella stagione 2006-07 entra a far parte del progetto federale del Club Italia, dove resta per cinque annate, disputando sempre il campionato di Serie B1, eccetto nella stagione 2009-10 quando la squadra gioca in Serie A2, esordendo quindi anche nella pallavolo professionistica; in questo periodo fa parte anche delle nazionali giovanili con cui vince la medaglia di bronzo al campionato europeo under 18 2009 e quella d'oro al campionato europeo under 19 2010.
Nell'annata 2011-12 passa al San Mariano Volley, mentre nella stagione successiva veste la maglia del Bruel Volley Bassano, per poi essere ceduta a metà campionato al New Volley Libertas di Gricignano di Aversa: tutte e tre le società disputano la Serie B1.
Nella stagione 2013-14 viene ingaggiata dall'Entente Sportive Le Cannet-Rocheville Volley-Ball, nella Ligue A francese, ma nella stagione successiva torna in Italia per giocare con il Neruda Volley di Bronzolo, in Serie A2, con cui vince la Coppa Italia di categoria.
Nella stagione 2015-16 si accasa al Pinerolo, in Serie B1, categoria dove gioca anche nell'annata 2016-17 con il Properzi e in quella 2017-18 con l'Ambra Cavallini. Ritorna nella serie cadetta per il campionato 2018-19 difendendo i colori del Marsala.

## Palmarès

### Club
- Coppa Italia di Serie A2: 1

2014-15

### Nazionale (competizioni minori)
- Campionato europeo under 18 2009
- Campionato europeo under 19 2010